# P.O.A. -POP ON ARRIVAL-
『P.O.A -POP ON ARRIVAL-』 （ピー・オー・エー ポップ・オン・アライバル）は、日本のロックバンド、BEAT CRUSADERSのメジャー1stフルアルバム。
2005年5月11日、デフスターレコーズよりリリース。

## 概要
BEAT CRUSADERSのメジャー1stフルアルバム。インディーズ時代からのメンバーであるumu、Araki、Thai、が脱退、クボタ、タロウ、ケイタイモ、マシータが加入してから初めてとなるオリジナルアルバムでもある。オリコン最高3位、18万枚以上の大ヒットを記録した。通常盤（14曲収録）と、ボーナストラックが2曲追加された初回生産限定盤との2種類がある。
初回生産限定盤の内容は以下の通り。
- ボーナストラック2曲収録（詳細は後述）
- BECR×CARPET. コラボレーション・ポスターステッカー封入（数種類あり、ランダムで1枚封入された）
- スペシャルグッズプレゼント応募券

14曲収録（初回盤は16曲）だが、1曲1曲が短いため、再生時間は40分程度である。

## 収録曲

### 初回生産限定盤
1. 〜NAMPLA〜(0:31)
2. ISOLATIONS (2:14)
ライブにおいて有名なコールの後に演奏されることが多い。
3. HIT IN THE USA (2:59)
6th（メジャー1st）シングル。テレビ東京系アニメ『BECK』オープニングテーマ。
4. FEEL (2:47)
7thシングルであり、本アルバムの先行シングル。
5. LOVEPOTION #9 (2:47)
アルバムリード曲。PVも制作されている。後にDVDシングルとしてリカットされた。タイトルはタイガース・オブ・パンタンの楽曲「Love Potion No.9」に由来。
6. GET UP! GET UP! (2:45) (※初回生産限定盤のみ収録)
7. CLOWN FOR THE DAY (3:11)
8. 〜SASQUATCH〜 (1:37)
ライブの登場SEとしてよく使われる[1]。
9. JAPANESE GIRL (2:32)
ミニアルバム『A PopCALYPSE NOW 〜地獄のPOP示録〜』収録曲。PVも制作されている。
10. LOVE IS INSPIRATION (1:55)
11. DISASTER (3:00)
12. LOVE DISCHORD (4:00)
ミニアルバム『A PopCALYPSE NOW 〜地獄のPOP示録〜』収録曲。PVも制作されている。アルバム最長曲。
13. BLOCKBASTARD (3:41)
メンバー5人中4人がボーカルをとる曲である。Aメロのテクノボーカルはケイタイモ、Bメロはカトウタロウ、サビはヒダカトオル、Cメロはクボタマサヒコがそれぞれボーカルをとっている。
14. RUSK (2:57)
LASTRUM時代の楽曲のリメイク。
初回盤のみ次曲につながる形で収録されている。
15. SAY GOOD-NIGHT (3:23) (※初回生産限定盤のみ収録)
BEAT CRUSADERSの楽曲では珍しいバラード調の曲である。
16. S×E×X×I×S×T (1:43)

全作詞：ヒダカトオル　作曲・編曲：BEAT CRUSADERS
「RUSK」(#14)　作詞・作曲：ヒダカトオル　編曲：BEAT CRUSADERS

### 通常盤
1. 〜NAMPLA〜(0:31)
2. ISOLATIONS (2:14)
3. HIT IN THE USA (2:59)
4. FEEL (2:47)
5. LOVEPOTION #9 (2:47)
6. CROWN FOR THE DAY (3:11)
7. 〜SASQUATCH〜 (1:37)
8. JAPANESE GIRL (2:32)
9. LOVE IS INSPIRATION (1:55)
10. DISASTER (3:00)
11. LOVE DISCHORD (4:00)
12. BLOCKBASTARD (3:41)
13. RUSK (2:50)
14. S×E×X×I×S×T (1:43)

## アナログシングル
また、本アルバムから「LOVEPOTION #9」「BLOCKBASTARD」の2曲がリカットされ、DVDシングル「LOVEPOTION #9」と同時発売された。
「LOVEPOTION #9」（ラブポーション ナンバー・ナイン）は、BEAT CRUSADERSがリリースした、アナログ盤シングルである。2005年6月1日、デフスターレコーズよりリリース。

### 収録内容
- Side A：LOVEPOTION #9
- Side B：BLOCKBASTARD